# Gesetz über die Unterbrechung der Schwangerschaft

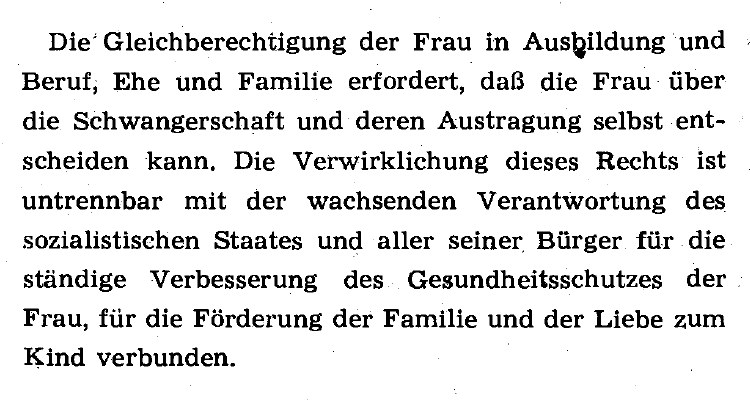
Präambel des Gesetzes in der Form der Verkündung im Gesetzblatt der DDR

Das Gesetz über die Unterbrechung der Schwangerschaft war ein von der Volkskammer, dem Parlament der Deutschen Demokratischen Republik (DDR), am 9. März 1972 beschlossenes Gesetz zur Regelung des Schwangerschaftsabbruchs. Mit seiner Verabschiedung wurde in der DDR für den Schwangerschaftsabbruch in Abkehr von der zuvor geltenden indikationsbasierten Regelung eine grundlegende Neufassung der Gesetzeslage in Form einer Fristenregelung eingeführt. Nach dieser erhielten Bürgerinnen der DDR sowie Ehefrauen von Bürgern der DDR das Recht, innerhalb von zwölf Wochen nach dem Beginn einer Schwangerschaft über deren Abbruch eigenverantwortlich zu entscheiden (Schwangere unter 18 Jahren benötigten das schriftliche Einverständnis ihrer Erziehungsberechtigten). Für den beteiligten Arzt bestand gemäß dem Gesetz die Pflicht zur Beratung der Schwangeren über die medizinische Bedeutung des Eingriffs und über die künftige Anwendung schwangerschaftsverhütender Methoden und Mittel.
Das Gesetz traf in der DDR auf Kritik und Ablehnung durch die Kirchen beider Konfessionen sowie durch Teile der Ärzteschaft, zu einer öffentlichen Diskussion in nennenswertem Umfang kam es allerdings nicht. Bis zur politischen Wende von 1989 war die Beschlussfassung über das Gesetz jedoch die einzige Abstimmung in der Geschichte der Volkskammer, die nicht einstimmig ausfiel, da es 14 Gegenstimmen und acht Enthaltungen gab. Die mit dem Gesetz geschaffene Rechtslage in der DDR, mit der erstmals in der deutschen Rechtsgeschichte für den Schwangerschaftsabbruch eine Fristenregelung in Kraft trat, beeinflusste in der Folgezeit auch die Debatte über die Novellierung des § 218 StGB und die daraus resultierenden Gesetzesinitiativen in der Bundesrepublik Deutschland sowie die Neuregelung des § 218 StGB nach der deutschen Wiedervereinigung.

## Entstehung und Inhalt

### Rechtliche Entwicklung
Gesetzliche Grundlage zum Schwangerschaftsabbruch in Deutschland war bis 1943 das 1871 verabschiedete Reichsstrafgesetzbuch mit den §§ 218–220, deren Strafandrohung in einer 1926 beschlossenen Neufassung abgemildert worden war. Das Reichsgericht hatte den Bestimmungen des Reichsstrafgesetzbuches, die ein generelles Verbot des Schwangerschaftsabbruchs ohne definierte Indikationen darstellten, in einer Entscheidung vom 11. März 1927 außerdem eine strenge medizinische Indikation als richterrechtlich formulierte Ausnahme hinzugefügt. Entsprechend diesem Urteil galt das Vorliegen einer „gegenwärtigen, auf andere Weise nicht zu beseitigenden Gefahr für die Schwangere“ als Rechtfertigungsgrund in Form eines übergesetzlichen Notstands. Im Dritten Reich änderte sich die Auffassung zur normativen Basis des Verbots des Schwangerschaftsabbruchs grundlegend, da nicht mehr primär die Tötung des werdenden oder ungeborenen Lebens als Begründung im Vordergrund stand. Vielmehr galt nun ein Sachentzug gegenüber dem Vater und dem Staat sowie ab 1943 eine „Beeinträchtigung der Lebenskraft des deutschen Volkes“ als Grundlage der Strafbarkeit. Darüber hinaus betraf das strikte Verbot mit Ausnahme der medizinischen Indikation nur rassenhygienisch erwünschte Schwangerschaften. Bei Eltern, die im Sinne der nationalsozialistischen Ideologie als „erbkrank und minderwertig“ galten, wurde hingegen auch eine eugenische Indikation erlaubt und sogar befürwortet. Ab 1943 galt für Abtreibung die Todesstrafe, wenn „die Lebenskraft des deutschen Volkes fortgesetzt beeinträchtigt“ wurde. Für andere Fälle von Abtreibung wurde die Zuchthausstrafe bis zu 15 Jahren wieder eingeführt. Gegen die Schwangere konnte sie allerdings nur in, im Gesetz nicht definierten, besonders schweren Fällen verhängt werden, gegen Dritte blieb in minder schweren Fällen Gefängnisstrafe möglich.
Nach dem Ende des Zweiten Weltkrieges wurde diese Rechtslage in den einzelnen Ländern der Sowjetischen Besatzungszone zwischen 1945 und 1948 durch neue Regelungen mit erweiterten Indikationsmodellen ersetzt. Diese enthielten aufgrund der Kriegsfolgen eine kriminologische Indikation bei Schwangerschaft nach einer Vergewaltigung oder einem sexuellen Missbrauch, so zum Beispiel in Thüringen durch das „Gesetz über Unterbrechung der durch ein Sittlichkeitsverbrechen verursachten Schwangerschaft“ vom 29. August 1945, sowie mit Ausnahme des Gesetzes von Sachsen-Anhalt auch eine soziale Indikation bei vorliegender oder drohender sozialer Notlage, in Thüringen beispielsweise durch das „Gesetz über die Unterbrechung der Schwangerschaft“" vom 18. Dezember 1947. In Mecklenburg wurde 1947 auch die embryopathische Indikation eingeführt. Darüber hinaus wurde das Strafmaß gegenüber den zuvor geltenden gesetzlichen Bestimmungen erheblich verringert.
Rund ein Jahr nach Gründung der DDR trat dann am 27. September 1950 das Gesetz über den Mutter- und Kinderschutz und die Rechte der Frau in Kraft, mit dem in § 11 eine einheitliche Regelung der Indikationen für einen Schwangerschaftsabbruch eingeführt wurde, die im Vergleich zu den bis dahin geltenden Regelungen restriktiver war. Ein Schwangerschaftsabbruch war laut § 11 nur nach medizinischer oder embryopathischer Indikation zulässig, „wenn die Austragung des Kindes das Leben oder die Gesundheit der schwangeren Frau ernstlich gefährdet oder wenn ein Elternteil mit schwerer Erbkrankheit belastet ist“ und die Erlaubnis einer Kommission vorlag, die sich aus Ärzten, Vertretern der Organe des Gesundheitswesens und des Demokratischen Frauenbundes zusammensetzte. Ziel des Gesetzes über den Mutter- und Kinderschutz und die Rechte der Frau war neben der Förderung der Gleichberechtigung der Frauen und der Steigerung ihrer Erwerbstätigkeit insbesondere die Geburtenförderung als Teil der Bevölkerungspolitik. Dies führte in den folgenden Jahren zu einer der geringsten Raten an genehmigten Schwangerschaftsabbrüchen weltweit sowie zu einem Anstieg illegaler Schwangerschaftsabbrüche.
Im März 1965 kam es, ohne Änderung des Gesetzestextes, durch eine interne Rundverfügung des Ministeriums für Gesundheitswesen zur Erweiterung der Anwendung des § 11 um eine kriminologisch und eine soziale Indikation. Die anderen Fälle des Schwangerschaftsabbruchs blieben weiterhin verboten und strafbar, die strafrechtlichen Bestimmungen der Ländergesetze galten zunächst weiter und wurden 1968 durch die §§ 153–155 des Strafgesetzbuches der DDR abgelöst.

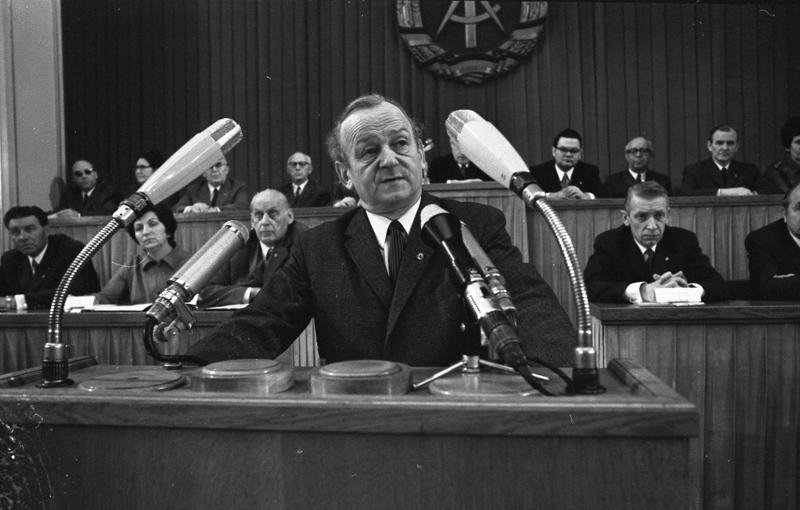
Ludwig Mecklinger, Gesundheitsminister der DDR von 1971 bis 1989, während der Volkskammersitzung am 9. März 1972 zum Gesetz über die Unterbrechung der Schwangerschaft

Mit dem 1972 beschlossenen Gesetz über die Unterbrechung der Schwangerschaft wurde dann die indikationsbasierte Rechtslage vollständig durch eine Fristenregelung abgelöst. Auch nach der Verabschiedung des Gesetzes und dessen Verkündung im Gesetzblatt der DDR am 15. März 1972 blieben die §§ 153–155 des StGB-DDR vollumfänglich und unverändert in Kraft, da eine Schwangerschaftsunterbrechung strafrechtlich als unzulässig galt, wenn sie „entgegen den gesetzlichen Vorschriften“ vorgenommen wurde. Die konkrete Definition der Voraussetzungen für die Zulässigkeit war damit, anders als im § 218 des deutschen Strafgesetzbuches, nicht Teil der Bestimmungen des StGB-DDR, sondern erfolgte durch die entsprechenden Gesetze von 1950 beziehungsweise 1972. Gründe für die Neuregelung von 1972 waren, wie schon bei der Ausweitung der Indikationen im Jahr 1965, vor allem die hohe Dunkelziffer illegaler Schwangerschaftsabbrüche, die zunehmenden Forderungen nach Selbstbestimmung der Frauen sowie die Verjüngung und die Zunahme des Frauenanteils unter den Ärzten in der DDR. Für die Wahl des Zeitpunkts spielte darüber hinaus möglicherweise ein „Wettlauf“ mit den Reformbemühungen der sozialliberalen Koalition in der Bundesrepublik Deutschland eine Rolle. Sowohl im rechtshistorischen Kontext als auch im internationalen Vergleich war insbesondere die Anerkennung der Entscheidung über den Schwangerschaftsabbruch als Recht der Frau ein Novum; lediglich in der ein Jahr später beschlossenen Regelung in Dänemark ist eine vergleichbare Formulierung zu finden.
Mit dem Einigungsvertrag vom 31. August 1990 wurden § 1 Abs. 1, § 4 Abs. 2 und § 5 des Gesetzes über die Unterbrechung der Schwangerschaft aufgehoben. 
Vollständig außer Kraft trat das Gesetz 1993 nach der Entscheidung des Bundesverfassungsgerichts zur bundeseinheitlichen Neuregelung der Rechtslage zum Schwangerschaftsabbruch.

### Bestimmungen
Laut der Präambel des Gesetzes über die Unterbrechung der Schwangerschaft, das aus fünf Paragraphen bestand, galt die Möglichkeit, über die Schwangerschaft und deren Austragung selbst zu entscheiden, als Erfordernis der „Gleichberechtigung der Frau in Ausbildung und Beruf, Ehe und Familie“ und damit als Beitrag zum Erreichen dieses Ziels im Rahmen der Frauen- und Familienpolitik der DDR. Gemäß § 1 Abs. 1 wurde demzufolge Frauen „zusätzlich zu den bestehenden Möglichkeiten der Empfängnisverhütung das Recht übertragen, über die Unterbrechung einer Schwangerschaft in eigener Verantwortung zu entscheiden“, um die Anzahl, den Zeitpunkt und die zeitliche Aufeinanderfolge von Geburten zu bestimmen. 
Dementsprechend war laut § 1 Abs. 2 eine schwangere Frau berechtigt, die Schwangerschaft innerhalb von zwölf Wochen nach deren Beginn „durch einen ärztlichen Eingriff in einer geburtshilflich-gynäkologischen Einrichtung“ abbrechen zu lassen. Für den beteiligten Arzt bestand gemäß § 1 Abs. 3 die Pflicht, „die Frau über die medizinische Bedeutung des Eingriffs aufzuklären und über die künftige Anwendung schwangerschaftsverhütender Methoden und Mittel zu beraten“.
Der Abbruch einer länger als zwölf Wochen bestehenden Schwangerschaft war gemäß § 2 an die Entscheidung einer Fachärztekommission gebunden und nur bei einer Gefährdung für das Leben der Frau oder beim Vorliegen anderer schwerwiegender Umstände zulässig. 
Gemäß § 3 Abs. 1 war der Schwangerschaftsabbruch unzulässig, wenn die Frau an einer Krankheit litt, die im Zusammenhang damit zu schweren gesundheitsgefährdenden oder lebensbedrohenden Komplikationen führen konnte.
Gemäß § 3 Abs. 2 war der Schwangerschaftsabbruch unzulässig, wenn der letzte Schwangerschaftsabbruch weniger als sechs Monate zurücklag, es sei denn, dass die Fachärztekommission eine Ausnahmegenehmigung erteilte.
Vorbereitung, Durchführung und Nachbehandlung eines zulässigen Schwangerschaftsabbruches waren nach § 4 Abs. 1 „arbeits- und versicherungsrechtlich dem Erkrankungsfall gleichgestellt“. 
Darüber hinaus wurde durch § 4 Abs. 2 mit der Verabschiedung des Gesetzes die Abgabe ärztlich verordneter Mittel zur Empfängnisverhütung an sozialversicherte Frauen unentgeltlich. 
Die Bestimmungen zum Inkrafttreten des Gesetzes und zu den Auswirkungen auf andere Gesetze, insbesondere die Aufhebung der zuvor bestehenden Einschränkungen der Zulässigkeit des Schwangerschaftsabbruchs, waren in § 5 enthalten.

## Wahrnehmung

### Reaktionen in der DDR
Der am 23. Dezember 1971 bekanntgegebene gemeinsame Beschluss des Ministerrats der DDR und des Politbüros des ZK der SED zum geplanten Gesetz kam unerwartet, öffentliche Diskussionen gab es vorher und in der Folgezeit kaum. Vertreter beider Konfessionen der Kirchen in der DDR äußerten noch vor der Verabschiedung des Gesetzes ihre Ablehnung. So betonte die katholische Kirche in einem am 9. Januar 1972 von allen Kanzeln verlesenen Hirtenbrief, dass es die Aufgabe jedes Staates sei, das werdende Leben besonders zu schützen, dass Gewissensfreiheit für das medizinische Personal gelten müsse und dass die sonstige Gesetzgebung in der DDR der Situation von Schwangeren und Kindern in umfangreicher Weise Sorge tragen würde, so dass eine einen Schwangerschaftsabbruch rechtfertigende Notlage schwerlich gegeben sein könne. Die acht evangelischen Bischöfe in der DDR brachten in einem wenige Tage später veröffentlichten „Wort der Bischöfe der evangelischen Landeskirchen in der DDR“, das sich insbesondere an die einzelnen Mitglieder der Kirchen und „an alle, die es hören wollen“ richtete, ihre „tiefste Bestürzung“ und ihre Ablehnung des Gesetzesvorhabens zum Ausdruck. Protest kam außerdem von freikirchlichen Gruppierungen wie beispielsweise den Siebenten-Tags-Adventisten, deren Gemeinschaft eine entsprechende Stellungnahme veröffentlichte und in ihren Gemeinden verbreiten ließ. Auch von Ärzten sowie von Mitgliedern der Sozialistischen Einheitspartei Deutschlands (SED) gab es Kritik, die jedoch nicht die breite Öffentlichkeit erreichte. Helmut Kraatz, einer der bedeutendsten Gynäkologen in der DDR, äußerte sich zwar einerseits positiv zur Neuregelung, da sie „Kurpfuschern den Boden entzog“, bezeichnete aber andererseits den Schwangerschaftsabbruch auch als die „für Frau und Gynäkologen unangenehmste Methode der Familienplanung“.

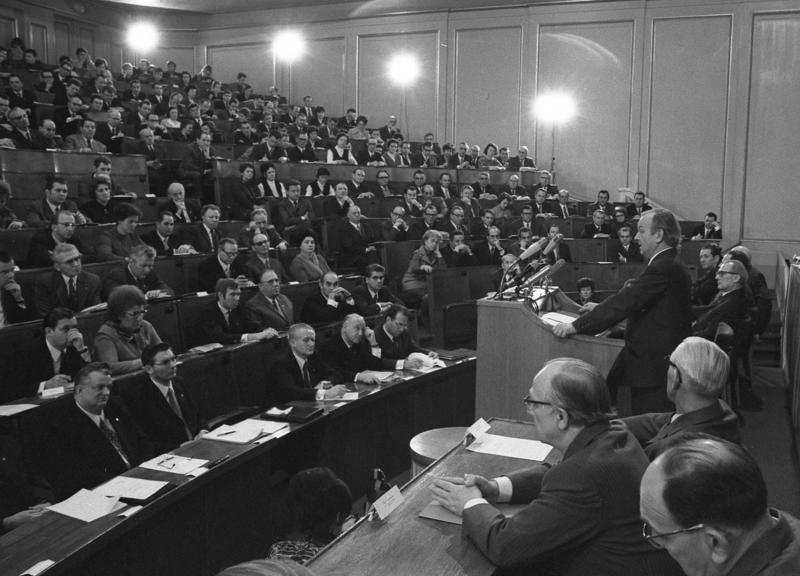
Blick auf das Plenum der Volkskammer während der Sitzung am 9. März 1972

Der Entwurf des Gesetzes über die Unterbrechung der Schwangerschaft entstand in gemeinsamen Beratungen des Verfassungs- und Rechtsausschusses, des Ausschusses für Gesundheitswesen und des Ausschusses für Arbeit und Sozialpolitik der Volkskammer. Bei der Abstimmung in der Volkskammer am 9. März 1972, die durch Handzeichen erfolgte, kam es nach Redebeiträgen des Volkskammerpräsidenten Gerald Götting, des Ministers für Gesundheitswesen Ludwig Mecklinger und der Abgeordneten Hildegard Heine vom Ausschuss für Gesundheitswesen zum ersten und einzigen Mal vor der politischen Wende von 1989 zu einem nicht einstimmigen Ergebnis; 14 Abgeordnete der Christlich-Demokratischen Union Deutschlands – rund ein Viertel der Fraktionsmitglieder – stimmten gegen das Gesetz und acht Abgeordnete enthielten sich der Stimme. Der Anteil der Gegenstimmen an der Gesamtzahl der Abgeordneten in der Volkskammer, die über eine Einheitsliste der Nationalen Front mit feststehender Sitzverteilung gewählt wurde, lag bei weniger als drei Prozent. Die uneinheitlichen Meinungen innerhalb der CDU zum Gesetzesvorhaben sowie das geplante abweichende Stimmverhalten der betreffenden Abgeordneten waren der Führung der Partei um ihren Vorsitzenden Gerald Götting im Vorfeld bekannt und über Albert Norden, Mitglied im Politbüro des Zentralkomitees der SED, rund einen Monat vor der Beschlussfassung der SED-Führung mitgeteilt worden. Dementsprechend ging Gesundheitsminister Ludwig Mecklinger, Mitglied der SED, in seinen Ausführungen zur Begründung des Gesetzes auch auf die Bedenken in kirchlichen Kreisen ein.
Zuvor hatte es in der DDR in Kommunalparlamenten, wie beispielsweise 1968 beim Abriss der Ruine der Potsdamer Garnisonkirche und der Sprengung der Leipziger Universitätskirche, vereinzelt Gegenstimmen in Abstimmungen gegeben. Eine offizielle Stellungnahme der CDU zum Gesetz und zum Verhalten ihrer Abgeordneten erfolgte nicht; von kirchlichen Amtsträgern beider Konfessionen wurde das nicht einstimmige Ergebnis begrüßt. In der Berichterstattung des Neuen Deutschlands, als landesweites Zentralorgan der SED die wichtigste Tageszeitung in der DDR, wurde der Ausgang der Abstimmung als „absolute Mehrheit“ bezeichnet und betont, dass „Recht und Würde der Frau voll garantiert“ seien. Das Ergebnis nutzte die SED propagandistisch zur Aufwertung der Volkskammer und als Beleg für die Freiheit, welche die Abgeordneten bei ihrer Stimmabgabe, insbesondere auch bei allen anderen einstimmig gefassten Beschlüssen, besitzen würden. Die staatlichen Behörden tolerierten in der Folgezeit die Ablehnung der Durchführung von Schwangerschaftsabbrüchen in den in der DDR bestehenden Krankenhäusern in katholischer oder evangelischer Trägerschaft. Das Katholische Krankenhaus in Heiligenstadt in der katholisch geprägten Region Eichsfeld musste allerdings seine gynäkologische Abteilung an eine staatliche Klinik abgeben, da es andernfalls in der Stadt keine Möglichkeit für einen Schwangerschaftsabbruch gegeben hätte. Eine organisierte Lebensrechtsbewegung existierte in der DDR nicht, entsprechende Protestaktivitäten blieben marginal und auf Einzelpersonen beschränkt, vor allem auf Christen in sozialen und medizinischen Berufen.

### Rezeption in der Bundesrepublik Deutschland

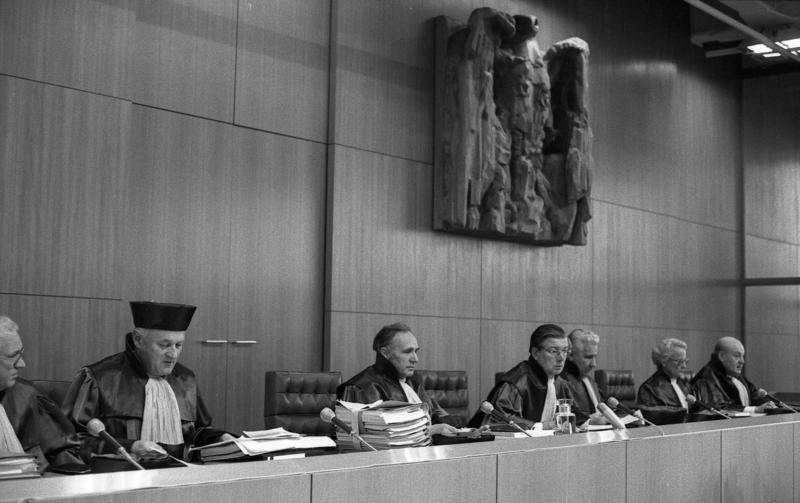
Verhandlung der von der sozialliberalen Koalition beschlossenen Fristenlösung durch das Bundesverfassungsgericht, 1974

Das Gesetz über die Unterbrechung der Schwangerschaft und insbesondere das Abstimmungsergebnis in der Volkskammer trafen auch in der westdeutschen Medienlandschaft auf großes Interesse. So berichtete beispielsweise die Frankfurter Allgemeine Zeitung (FAZ) am Tag nach der Abstimmung unter der Überschrift „Totenstille in der Volkskammer. Erstmals Neinstimmen im Plenarsaal“. Die Kommentare zur Bedeutung der Abstimmung fielen unterschiedlich aus. Während sie in der Süddeutschen Zeitung als „bemerkenswerter Vorgang“ bezeichnet wurde, der möglicherweise zu einer Entzerrung des in der Bundesrepublik vorherrschenden Bildes der Volkskammer als „Zustimmungsmaschine der SED“ führen müsse, wurde in der FAZ die Vermutung geäußert, dass das Stimmverhalten der abweichenden CDU-Abgeordneten nach Absprache mit der SED erfolgt sei. Der Evangelische Pressedienst betrachtete die Zulassung der Neinstimmen als Zeichen dafür, dass die DDR den Schwangerschaftsabbruch zwar freigeben, jedoch nicht propagieren würde.
Die Neufassung der Rechtsgrundlagen zum Schwangerschaftsabbruch in der DDR setzte in der Bundesrepublik zudem die sozialliberale Koalition unter Bundeskanzler Willy Brandt und Justizminister Gerhard Jahn in ihren Bestrebungen zu einer Reform des § 218 StGB unter Druck. Dadurch kam es im Juni 1974 zur Verabschiedung einer mit der neuen Rechtslage in der DDR vergleichbaren Fristenlösung anstelle der ursprünglich geplanten begrenzten Indikationsregelung. Die Neuregelung wurde allerdings nach einer Verfassungsklage der Mitglieder der CDU/CSU-Bundestagsfraktion sowie von fünf Landesregierungen im Februar des folgenden Jahres vom Bundesverfassungsgericht für verfassungswidrig erklärt und im Juni 1976 durch ein Modell mit vier verschiedenen Indikationen ersetzt, bei der zusätzlich zu den bereits vorher zulässigen Ausnahmen die soziale Indikation neu aufgenommen wurde. Nach der deutschen Wiedervereinigung entstand mit dem Gesetz über Aufklärung, Verhütung, Familienplanung und Beratung vom 27. Juli 1992 eine Fristenregelung mit Beratungspflicht und Indikationen als bundeseinheitliche Neuregelung der gesetzlichen Bestimmungen zum Schwangerschaftsabbruch, die einen Kompromiss aus der Fristenlösung der DDR und dem Indikationsmodell in der Bundesrepublik darstellte. Diese Novellierung trat nach einer Beanstandung durch das Bundesverfassungsgericht 1993 in geänderter Form in Kraft, schließlich erfolgte 1995 eine Neuregelung durch den Gesetzgeber.

## Auswirkungen
Die Zahl der genehmigten Schwangerschaftsabbrüche in der DDR, die 1962 und damit drei Jahre vor der Ausweitung der Indikationsregelung von 1950 bei 860 gelegen hatte, stieg unmittelbar nach der Einführung der Fristenlösung zunächst deutlich auf rund 119.000 im Jahr 1972, nahm jedoch bereits bis 1976 wieder auf etwa 83.000 ab. Demgegenüber standen vor der Neuregelung 70 bis 80 Frauen pro Jahr, die durch unsachgemäß durchgeführte Abtreibungen verstarben. Unmittelbar nach der Verabschiedung des Gesetzes waren die Krankenhäuser in der DDR aufgrund unzureichender Ausstattung oft überfordert, in der Frauenklinik der Charité in Berlin erfolgte beispielsweise die Durchführung des Eingriffs anfangs in mehreren Schichten. In späteren Jahren bestanden in nahezu allen Krankenhäusern in der DDR Spezialabteilungen für die Durchführung von Schwangerschaftsabbrüchen. Die durch die Neuregelung verursachte Zunahme der Schwangerschaftsabbrüche sowie die zeitgleich eingeführte kostenlose Abgabe schwangerschaftsverhütender Mittel führten durch den daraus resultierenden Geburtenausfall zu einer bis zum Ende der 1970er Jahre anhaltenden Bevölkerungsabnahme in der DDR und wirkten sich in den folgenden Jahren entsprechend auf die Altersstruktur aus.
Staatlicherseits wurde aufgrund dieser Entwicklung ab den frühen 1970er Jahren, teilweise zeitgleich mit dem Gesetz über die Unterbrechung der Schwangerschaft, eine Reihe von geburtenfördernden sozialpolitischen Maßnahmen beschlossen, zu denen insbesondere Regelungen zur Verbesserung der Situation von Familien mit Kindern und von berufstätigen Müttern zählten. Dies betraf beispielsweise subventionierte Mieten für Familien mit geringem Einkommen, eine reduzierte Wochenarbeitszeit bei vollem Lohn und ein höherer Urlaubsanspruch für Frauen mit mindestens drei Kindern, die Verlängerung der bezahlten Freistellung nach einer Geburt von zwei auf drei Monate sowie für junge Ehepaare die Einführung eines zinslosen Darlehens in Höhe von 5000 Mark mit langer Laufzeit, auf dessen Rückzahlung bei der Geburt von Kindern Abschläge gewährt wurden. Ab dem Beginn der 1980er Jahre lag die Zahl der Geburten wieder über den Sterbezahlen; 1990 wurden rund 74.000 Abtreibungen vorgenommen. Aufgrund einer im Vergleich zur Bundesrepublik höheren Geburtenrate war die Zahl der Schwangerschaftsabbrüche bezogen auf die ausgetragenen Schwangerschaften in beiden Ländern zum Ende der 1980er Jahre vergleichbar mit etwa drei Geburten pro Schwangerschaftsabbruch.

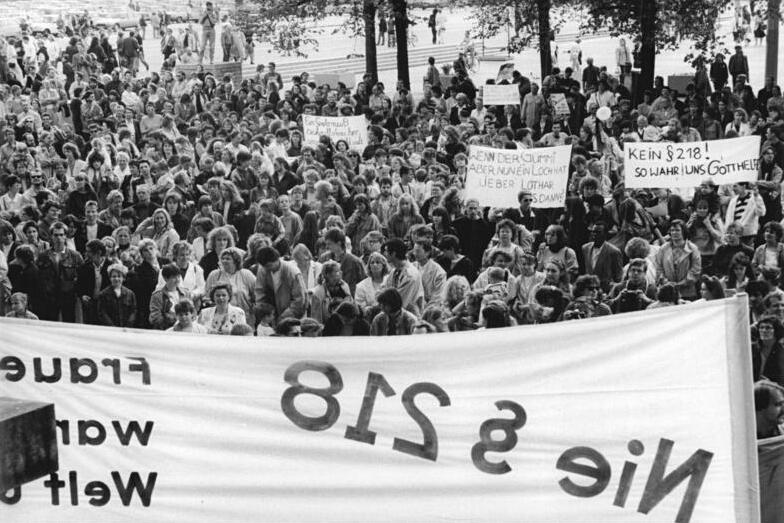
Demonstration in Berlin gegen den § 218 des bundesdeutschen Strafgesetzbuches im April 1990

Nach der politischen Wende in der DDR wurde das „Recht auf selbstbestimmte Schwangerschaft“ in den Entwurf des Runden Tisches für eine neue DDR-Verfassung aufgenommen. Für den neu entstandenen Unabhängigen Frauenverband, der bei den Volkskammerwahlen im März 1990 in einem Wahlbündnis mit der Grünen Partei in der DDR antrat, war die Beibehaltung der geltenden Fristenregelung ein bestimmendes Thema. Die CDU warb im Wahlkampf einerseits mit der ablehnenden Haltung ihrer 14 Abgeordneten bei der Abstimmung von 1972, führte andererseits aber auch in ihrem Wahlprogramm aus, dass „Abtreibungsverbote und Strafandrohungen … keine Lebenshilfe“ seien. Mit Ausnahme der neugegründeten Deutschen Sozialen Union (DSU) unterstützten Politiker aller in der neugewählten Volkskammer vertretenen Parteien einschließlich der CDU eine Beibehaltung der Fristenregelung, die als Forderung auch in die Koalitionsvereinbarung der neugebildeten Regierung aus dem CDU-geführten Wahlbündnis Allianz für Deutschland, der SPD und dem liberalen Bund Freier Demokraten aufgenommen wurde. Kurt Wünsche von der Liberal-Demokratischen Partei Deutschlands (LDPD), der von Januar bis August 1990 als DDR-Justizminister unter den Ministerpräsidenten Hans Modrow und Lothar de Maizière fungierte, regte die Aufnahme des Rechts auf Schwangerschaftsabbruch in eine neu zu verabschiedende gesamtdeutsche Verfassung oder den Fortbestand unterschiedlicher Rechtslagen an.
Eine kontroverse öffentliche Debatte zu den Spätfolgen des Gesetzes von 1972 löste im Februar 2008 Wolfgang Böhmer aus, damaliger Ministerpräsident von Sachsen-Anhalt und zu DDR-Zeiten Chefarzt der Gynäkologie in einem evangelischen Krankenhaus in Wittenberg, indem er im Nachrichtenmagazin Focus die in der DDR geltende Rechtslage zu Schwangerschaftsabbrüchen in Zusammenhang mit einer „leichtfertigen Einstellung zu werdendem Leben“ und Kindstötungen in den neuen Bundesländern brachte. Seine Aussagen zum Zusammenhang zwischen Schwangerschaftsabbrüchen in der DDR und der Häufigkeit von Kindstötungen im Osten Deutschlands, die er einige Tage später in einem Interview in der Zeitung Die Welt relativierte, wurden von Politikern aller Parteien überwiegend abgelehnt. Im Bezug auf seine Äußerungen zur DDR-Gesetzgebung zum Schwangerschaftsabbruch gab es allerdings auch differenzierte Kommentare von Psychiatern und Politikwissenschaftlern sowie Zustimmung von einigen betroffenen Frauen, von Kirchenvertretern und von Lebensrechtsinitiativen wie der CDU-Organisation Christdemokraten für das Leben.

## Normen
Gesetzestext
Durchführungsbestimmung

## Weiterführende Veröffentlichungen
- Christa Mahrad: Schwangerschaftsabbruch in der DDR: Gesellschaftliche, ethische und demographische Aspekte. Reihe: Europäische Hochschulschriften. Serie XXXI: Politikwissenschaft. Band 111. Verlag Peter Lang, Frankfurt am Main 1987, ISBN 3-82-040251-9.